# Nils Waldenström
Nils Georg Valdemar Waldenström, född den 9 maj 1905 i Antwerpen, död den 29 april 1998 i Bromma, var en svensk jurist. Han var sonsons son till Erik Magnus Waldenström och bror till Gillis Waldenström.
Waldenström avlade juris kandidatexamen 1932, genomförde tingstjänstgöring 1932–1935 och bedrev advokatverksamhet i Norrköping 1935–1936. Han var ombudsman i Hellefors bruksaktiebolag 1936–1941, direktörsassistent i Järnbruksförbundet 1942–1949, direktör där 1949–1957 och vice verkställande direktör 1957–1970. Waldenström var samtidigt ombudsman i Svenska järnbrukens träkolsförening 1942–1952, vice ordförande 1952–1957 och ordförande 1957–1970. Han var ledamot av Arbetarskyddsstyrelsen 1965–1970 och av Försäkringsrådet 1952–1978. Waldenström vilar på Bromma kyrkogård.